# Hrvatski pisci iz BiH, N
- Nakić, Tihomir
- Nedić, Bono Dobroslav
- Nedić, Martin
- Nedić, Mato
- Neimarević, Ante
- Nevistić, Ivan
- Nevistić, Franjo
- Nevjestić, Virgilije
- Nikić, Andrija
- Nikić, Zdravko
- Nuić, Iva